# دهستان گور
دهستان گِوَر نام دهستانی در بخش ساردوئیه شهرستان جیرفت، استان کرمان در ایران است. بر اساس سرشماری عمومی نفوس و مسکن(۱۳۹۵)، جمعیت آن ۶,۳۳۹ نفر (۲,۲۱۴ خانوار) بوده‌است.